# أق داغ عليا
أق‌ داغ عليا هي قرية في مقاطعة هشترود، إيران. عدد سكان هذه القرية هو 109 في سنة 2006.